# كلمة إل
كلمة إل (بالإنجليزية: The L Word)‏ هو مسلسل درامي أمريكي، يصور حياة مجموعة من النساء المثليات وأصدقائهم وعائلتهم وأحبائهم في مدينة لوس أنجليس.

## روابط خارجية
- كلمة إل على موقع IMDb (الإنجليزية)
- كلمة إل على موقع ميتاكريتيك (الإنجليزية)
- كلمة إل على موقع الموسوعة البريطانية (الإنجليزية)
- كلمة إل على موقع روتن توميتوز (الإنجليزية)
- كلمة إل على موقع نتفليكس (الإنجليزية)
- كلمة إل على موقع أول موفي (الإنجليزية)
- كلمة إل على موقع فيلمافينيتي (الإسبانية)
- كلمة إل على موقع كينوبويسك (الروسية)
- كلمة إل على موقع ألو سيني (الفرنسية)
- كلمة إل على موقع قاعدة بيانات الفيلم (الإنجليزية)